# Tony Yoka
Anthony Victor James Yoka (Parijs, 28 april 1992) is een Frans bokser. Hij werd olympisch kampioen in de superzwaargewichtklasse op de Olympische Spelen van 2016. Ook won hij het wereldkampioenschap boksen in 2015.

## Erelijst

### Olympische Spelen
- 2016 in Rio de Janeiro, Brazilië (+ 91 kg)

### Wereldkampioenschappen
- 2015 in Doha, Qatar (+ 91 kg)

### Europese kampioenschappen
- 2014 in Sofia, Bulgarije (+ 91 kg)

1984: Tyrell Biggs ·
1988: Lennox Lewis ·
1992: Roberto Balado ·
1996: Volodymyr Klytsjko ·
2000: Audley Harrison ·
2004: Aleksandr Povetkin ·
2008: Roberto Cammarelle ·
2012: Anthony Joshua ·
2016: Tony Yoka ·
2020: Bahodir Jalolov ·
2024: Bahodir Jalolov